# اتحادیه فوتبال اسلواکی
اتحادیه فوتبال اسلواکی (انگلیسی: Slovak Football Association) نهاد اداره‌کننده مسابقات فوتبال و فوتسال در کشور اسلواکی است.
این اتحادیه که در ۱۹۳۸ تأسیس شده عضو یوفا و فیفا نیز می‌باشد و مقر آن در شهر براتیسلاوا است.
مسابقات لیگ دسته اول فوتبال اسلواکی و جام حذفی فوتبال اسلواکی زیر نظر این اتحادیه برگزار می‌شود.